# 萨夫洛
萨夫洛（法語：Saffloz，法語發音：[saflo]）是法国汝拉省的一个市镇，属于隆斯勒索涅区。

## 地理
萨夫洛（46°40'9"N, 5°50'53"E）面积8.65 平方千米，位于法国勃艮第-弗朗什-孔泰大區汝拉省，该省份为法国东部内陆省份，北起上索恩省，西北接科多尔省，西临索恩-卢瓦尔省，南至安省，东与杜省和瑞士接壤。
与萨夫洛接壤的市镇（或旧市镇、城区）包括：卢勒、沙泰尔讷夫、舍夫罗泰讷、丰特尼、勒弗拉努瓦、蒙叙莫内。

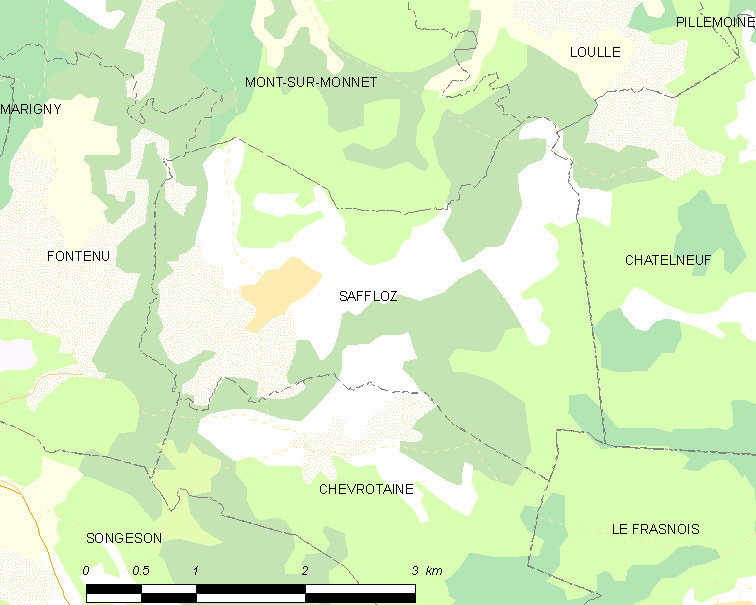
萨夫洛的OSM定位图

萨夫洛的时区为UTC+01:00、UTC+02:00（夏令时）。

## 行政
萨夫洛的邮政编码为39130，INSEE市镇编码为39473。

## 政治
萨夫洛所属的省级选区为圣洛朗昂格朗沃县。

## 人口

1962-2008年间萨夫洛人口变化图示

萨夫洛于2022年1月1日时的人口数量为87人。